# Мелашвілі Тенгіз Лукич
Тенгіз Лукич Мелашвілі (нар. 23 лютого 1936) — радянський футболіст, що грав на позиції нападника та футбольний тренер.

## Біографія
Почав свою кар'єру з 1954 року граючи за дубль «Динамо» (Тбілісі). У 1956 році перейшов у ОБО (Тбілісі), за який в 1957 році в 29 іграх забив 31 м'яч в другому радянському дивізіоні. 
З 1958 року по 1963 рік — гравець основного складу «Динамо» (Тбілісі), всього в чемпіонаті провів 125 матчів, забив 37 голів. Першу половину сезону 1963 року провів у «Локомотиві» Тбілісі зіграв 17 ігор забив 2 голи. 
Завершив кар'єру футболіста в 1964 році в «Торпедо» Кутаїсі. Був тренером «Локомотива» (Тбілісі) 1965—1966 роки.

## Досягнення
- Майстер спорту СРСР (1957)
- Бронзовий призер чемпіонату СРСР: 1959, 1962
- Фіналіст Кубка СРСР: 1959/60